# Omeo
Omeo ist eine Kleinstadt im östlichen Gippsland im australischen Bundesstaat Victoria. Sie liegt an der Great Alpine Road östlich des Mount Hotham. Laut der australischen Volkszählung 2016 hat Omeo 242 Einwohner. Omeo fungiert als Handelszentrum für das Tambo-Tal und das Omeo-Tal.
Der Ortsname leitet sich vom Aborigines-Wort für Berge oder Hügel ab.

## Geschichte
Als erster Europäer hat nachweislich der Naturforscher John Lhotsky im Jahre 1834 von den australischen Alpen aus die weite Ebene gesehen, die die Aborigines Omeo nannten. Bereits 1835 trieben australische Stockmen ihr Vieh durch diese Gegend. 1845 wurde um Omeo Gold gefunden, und in den 1860er-Jahren erreichte der Goldrausch seinen Höhepunkt.
Das erste Postamt wurde am 1. Januar 1858 in der Nähe des heutigen Postamtes eröffnet. Es gab aber zwei 1851 respektive 1856/57 eröffnete Postämter in anderen Siedlungen, die ebenfalls Omeo genannt wurden.
Erdbeben in den Jahren 1885 und 1892 und der große Waldbrand am Schwarzen Freitag 1939 verursachten Schäden in Omeo, aber etliche alte Gebäude wie zum Beispiel die historische Bank sind bis heute erhalten.

## Omeo heute
Die Stadt richtet jedes Jahr im Dezember und Januar das Omeo Plains Mountain Festival aus, ebenso wie einen Markt mit Rodeo- und Polowettbewerb in Cobungra um Ostern und eine Landwirtschaftsschau im November.
Früher hatte Omeo ein Football-Team, das in der Omeo & District Football League (ODFL) spielte, ebenso wie ein angeschlossenes Netball-Team. Es gab eine Senior- und eine Junior-Footballmannschaft, sowie Senior-, Junior- und Zwergenmannschaften im Netball. Wegen der Abnahme der Bevölkerung mussten 2007 beide Clubs mit denen der Nachbarstadt Benambra fusionieren und bildeten den Omeo-Benambra (Alpine Ranges) Club.
Omeo hat einen Pferderennverein, den Omeo District Racing Club, dessen jährlich ausgerichteter Wettbewerb, der Omeo Cup, im März in Hinnomunjie stattfindet. Im Ort gibt es zudem einen Golf Club.
Sehenswürdigkeiten sind die frühere Goldmine Oriental Claims, das Kuckucksuhrengeschäft und Wildwasserfahrten auf dem Mitta Mitta River. Der Cobungra River, der Bundara River, der Big River und der Mitta Mitta River in der Nähe des nahegelegenen Anglers Rest sowie der Tambo River bieten gute Forellenfischgründe.
Der Australische Western Red Hill wurde in der Gegend um Omeo gedreht.

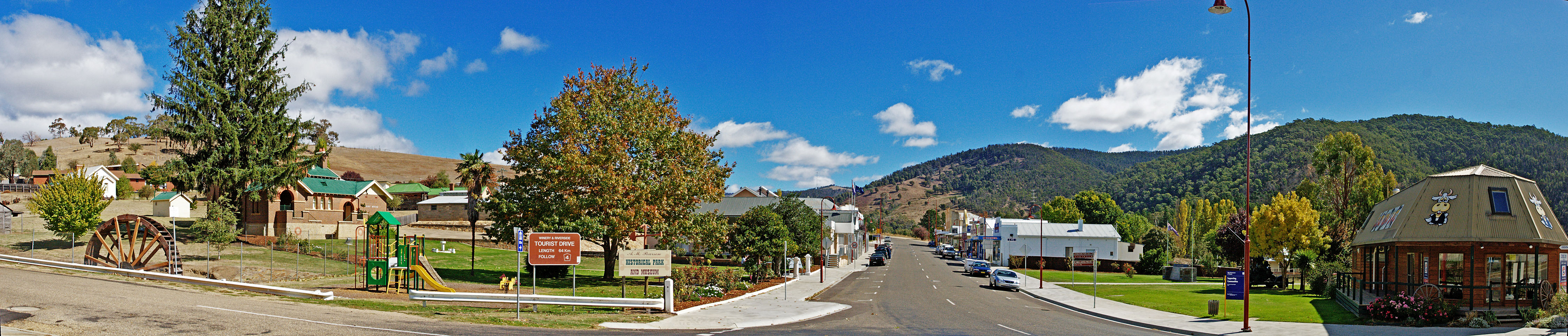
Stadtzentrum von Omeo von der Grundschule aus

## Einzelnachweise

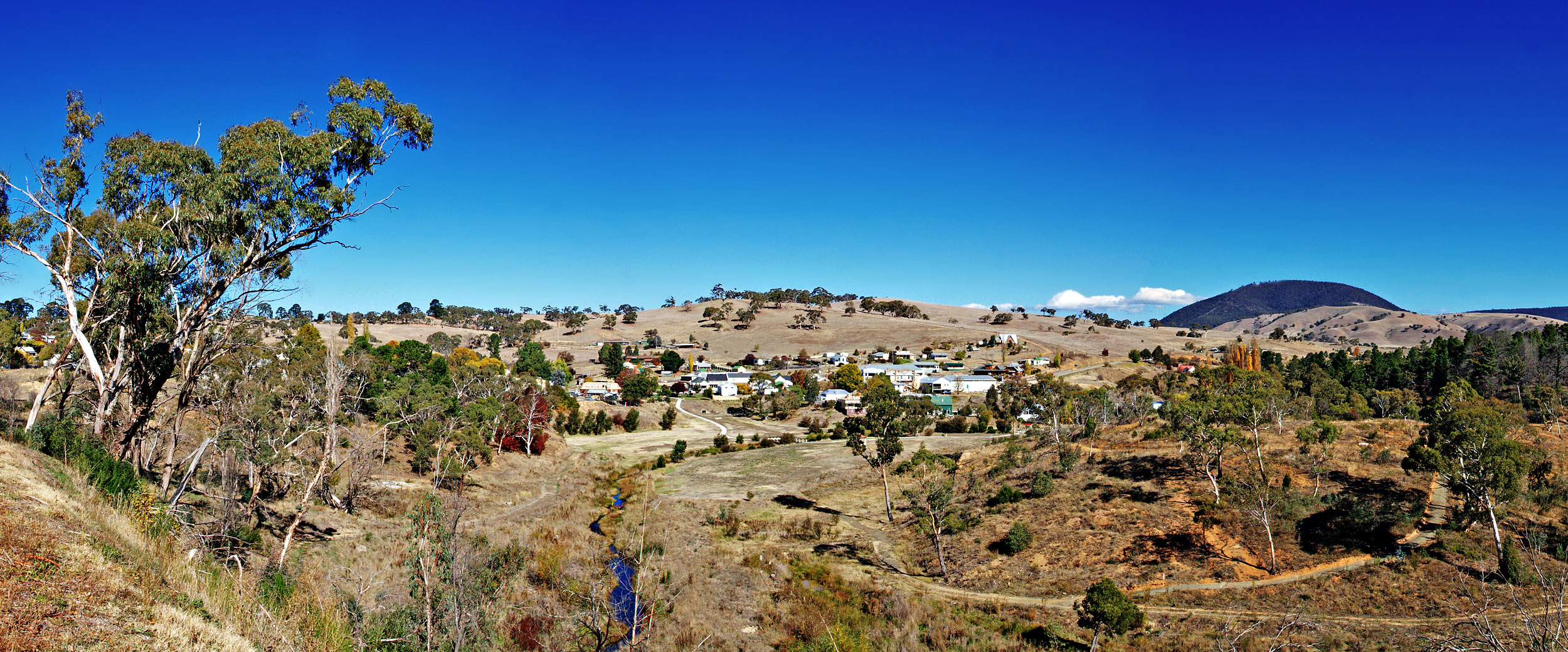
Stadtzentrum von Omeo vom alten Omeo Highway aus